# 波尼縣 (內布拉斯加州)
波尼县（英語：Pawnee County）是美國內布拉斯加州東南部的一個縣，南鄰堪薩斯州。面積1,121平方公里。根據美國2000年人口普查，共有人口3,087人。縣治波尼城 (Pawnee City)。
成立於1855年3月6日，1856年11月4日縣政府成立。縣名來自波尼族印第安人。